# Бек Михайло Михайлович
Михайло Михайлович Бек (рос. Михаил Михайлович Бек) (15 лютого 1888, Катеринославська губернія — 5 серпня 1944 або 1968, Москва) — російський радянський дипломат. Генеральний консул РРФСР в Одесі (Українська Держава) (вересень — жовтень 1918 року). Член Ревізійної Комісії КП(б)У з 22 жовтня 1918 по 1 березня 1919 року.

## Біографія
Народився у 1888 році на Катеринославщині (тепер Дніпропетровська область) (за іншими даними — народився в Санкт-Петербурзі) в родині діловода, чиновника селянського земського банку Михайла Гаральдовича Бека і дворянки Євгенії Олександрівни Владиславлєвої. У 1905 році закінчив п'ять класів реального училища міста Катеринослава.
Член РСДРП(б) з грудня 1905 року.
З грудня 1906 по грудень 1907 року — конторник страхового товариства «Россия» в Катеринославі. Самостійно здобув повну середню освіту.
У 1907 році — член Катеринославського комітету РСДРП(б). З грудня 1907 по жовтень 1908 року вів революційну діяльність в Луганську, обирався членом Луганського комітету РСДРП.
З жовтня 1908 по серпень 1909 року — репортер газети «Копейка» та інших видань у Москві.
З серпня 1909 по жовтень 1910 року — журналіст легальної марксистської газети в Катеринославі.
З жовтня 1910 по 1911 рік — репортер газети «Волжское слово» в Самарі.
З січня по грудень 1912 року — статистик Пензенського губернського земства.
З січня 1913 по грудень 1914 року — секретар лікарняної каси Путилівського заводу Санкт-Петербургу.
З січня 1915 по березень 1917 року — завідувач 17-го Забайкальського перев'язочного загону Земсоюзу російської армії на Західному фронті, учасник Першої світової війни.
З березня 1917 по січень 1918 року — член Катеринославського комітету РСДРП(б), член президії Катеринославської ради та голова Катеринославської міської продовольчої управи. З 1917 по січень 1918 року — гласний Катеринославської міської Думи.
У 1918 році займався шпигунством на користь РРФСР в Одесі (Україна).
З вересня по жовтень 1918 року — генеральний консул РРФСР в Одесі (Україна).
У 1918 році — член Президії Всеросійського земського Союзу, член комітету Вищої ради народного господарства (ВРНГ) РРФСР.
З жовтня 1918 по лютий 1919 року — голова Катеринославського підпільного губернського комітету КП(б) України.
З лютого по червень 1919 року — голова Катеринославського губернського комітету КП(б) України.
З травня по червень 1919 року — член Революційної військової ради Катеринославського укріпленого району
З червня 1919 року — начальник політичного відділу дивізії РСЧА. До березня 1920 — начальник політичного відділу Управління формувань 12-ї армії РСЧА.
З 24 травня по червень 1920 року — начальник політичного відділу Московсько-Курської залізниці.
У 1920 році — начальник політичного відділу Нижньогородської залізниці.
З 1920 по 1921 рік — начальник політичного відділу Московсько-Курської залізниці.
У 1921 році — завідувач художнього відділу Московського губернського відділу народної освіти.
З 28 грудня 1921 по 1 лютого 1923 року — голова Московського губернського революційного трибуналу
З 29 січня по 1 грудня 1923 року — член Судової колегії Верховного Суду РРФСР у кримінальних справах.
З січня 1924 по 1925 рік — керуючий Тьоткінського цукрового заводу в Курській губернії.
До грудня 1925 року — заступник голови Курської губернської контрольної комісії РКП(б).
З грудня 1925 по серпень 1926 року — відповідальний секретар Рильського повітового комітету РКП(б).
З серпня 1926 по січень 1927 року — керуючий тресту «Москвовугілля».
7 січня 1927 року виключався з ВКП(б), рішення незабаром скасовано.
З березня 1927 по жовтень 1928 року — голова Вологодської губернської планової комісії.
25 жовтня 1928 року виключений з ВКП(б).
З листопада 1928 по грудень 1929 року — керуючий Воронезького будівельного тресту.
1 грудня 1928 року відновлений у ВКП(б).
З січня 1930 по грудень 1930 року — завідувач Енергетичного бюро Ленінградської обласної планової комісії.
З січня 1931 по травень 1933 року — директор Ленінградського всесоюзного інституту захисту рослин.
З червня 1933 по лютий 1936 року — директор інституту Північного зернового господарства в Москві.
У 1936 році очолював показ сільськогосподарської науки на виставках Виставкового комітету Народного комісаріату землеробства СРСР.
У листопаді 1936 року виключений із партії.
Помер 5 серпня 1944 року (за іншими даними — в 1968 році).